# Çörten, Altınyayla
Çörten là một xã thuộc huyện Altınyayla, tỉnh Burdur, Thổ Nhĩ Kỳ. Dân số thời điểm năm 2010 là 309 người.